# Съни (певица)
И Сун-кю или Сюзан Сункю И (на корейски: 이순규; Коригирана романизация на корейския език: Lee Soon-kyu; на английски: Susan Soonkyu Lee), по-добре позната със сценичното си име Съни е американска певица, актриса и танцьорка, активна в Южна Корея, известна като един от водещите вокалисти на групата „Гърлс Дженерейшън“. Съни се изявява още като водещ на телевизионни и радиопредавания, като актриса в различни мюзикъли и като певица на саундтраци към драми.

## Биография
И Сун-кю е родена като Сюзан Сункю И на 15 май 1989 г. в Ориндж, Ориндж Каунти, Калифорния, САЩ. Семейството на Съни се състои от родителите ѝ и двете ѝ по-големи сестри, които заедно с нея въпреки разликата в годината на раждане са родени в един ден. Баща ѝ И Су-йонг е по-голям брат на И Со-ман, основател на Ес Ем Ентъртеймънт. Когато е още новородена семейството ѝ се местят в Кувейт, но след кратък престой се връщат в Южна Корея, заради Война в Персийския залив (1990 – 1991). Заради преживяната война, Съни пораства, страхувайки се от силни шумове. Докато е дете се влияе от баща си, който е бил в група като тийнейджър. През 1998 г. Съни се присъединява към Старлайт Ентъртеймънт и е трейни в продължение на 5 години. Тя е преместена в Старуорд Ентъртеймънт, където баща ѝ работи като мениджър и тя е трябвало да дебютира в дуо, наречено „Sugar“. Групата обаче така и не дебютира, тогава съветвана от Iconiq, Съни се явява на кастинг и се присъединява към сегашната си компания. Продължава няколко месеца тренирането си и дебютира в Гърлс Дженерейшън през август 2007.

## Кариера

### Солова
През август 2008 г. Съни реализира песен към саундтрака на драмата „Working Mom“ озаглавена „You Don't Know About Love“. През 2009 реализира две песни – „Finally Now“ за филма „Story of Wine“ и „It's Love“ за драмата „Heading to the Ground“, която записва с Ким Тейон. През март 2010 г. записва още една песен към саундтрак на драмата „Oh! My Lady“ озаглавена „Your Doll“, която първа от всички ѝ солови песни се класира в националната класация на Корея Гаон под номер 88.
През 2012 г. също записва два дуета – „I Love You, I Love You“ заедно с Мирьо от групата Brown Eyed Girls и „It's Me“ заедно с Луна от f(x) към драмата „To The Beautiful You“. Песните дебютират под 56 и 25 в дигиталната класация на Гаон и под номер 51 и 16 на „Billboard's K-pop Hot 100 chart“. През юни 2013 г. Съни издава „The 2nd Drawer“, част от саундтрака на The Queen's Classroom.
През ноември 2014 г. соловата ѝ песен „First Kiss“ е издадена като част от проекта на музиканта Хуанг Сънг-че – „Hwang Sung Je's Project Super Hero series“.
През април 2015 г., Съни участва в дебютната песен на инди групата „Roof Top House“ – „Heart Throbbing“.
През 2016 г., заедно с канадския композитор Стийв Баракат, Йесънг (Супер Джуниър), Луна (F(x)), Сълги и Уенди (Red Velvet) и Теил и Дойонг (NCT) реализират последната песен от първия проект SM Station „Sound of Your Heart“.

### Кариера с „Гърлс Дженерейшън“
„Гърлс Дженерейшън“ дебютират през 2007 г. с песента „Into the New World“, но стават известни с хита си „Gee“ от 2009 г. Оттогава „Гърлс Дженерейшън“ са се превърнали в една от най-известните южнокорейски групи в света и родната си страна, където са със статус на „национална женска група“ Стилът на групата се характеризира като бъбледжъм поп и електропоп.

### Актьорска и телевизионна кариера
През 2008 г., Съни работи като съводещ на радиото „Melon Chunji“, заедно със Сънгмин от Супер Джуниър. Пред 2009 – 2010 г., става съводещ на програмата „The M“ заедно с Ким Хьон-джун от SS501 и Им Селонг от 2AM. Същата година се присъединява към шоуто „Invincible Youth“ заедно с Куон Юри. Предаването представлява група корейски звезди, които трябва да работят в селскостопанска среда. Съни участва в шоуто до 2012 като според режисьора по време на шоуто се отличава с интелигентност, приспособимост и разбирателство с другите участници.
През януари 2012 г. Съни за първи път озвучава филм. Това става за корейския дублаж на филма „The Outback“. Съни озвучава ролята на коала на име Миранда. Тя споделя, че и е изключително трудно да озвучава героинята си, защото тя е чаровна и силна и е трудно да я изрази само с нейния глас. С помощта на режисьора тя успява да „хване героя“. През март 2012 Съни става водещ на музикалната програма „Music Island“.
През 2012 – 2013, Съни участва в първия си мюзикъл „Catch Me If You Can“ базиран върху истинска любовна история за измамник на име Франк Абагнейл. Съни играе ролята на Бренда, която е приятелката на главния герой. За ролята си в мюзикъла, Съни получава добри отзиви. Шин Йонг-сон от „The Chosun Ilbo“ отбелязва способността ѝ да разбира героинята си и успешното представяне на Бренда като „привлекателна и лекомислена сладурана“. Чанг Кьоджин от „10asia“ също се наслаждава на играта ѝ: „Когато не е член на групата си, който поставя вокалите си на първо място чрез Бренда тя показа чист, твърд глас, който очарова публиката.“ За ролята си, Съни е номинирана за най-добра нова актриса на шестите „Musical Awards“.
През март следващата година Съни озвучава Джуъл на корейски в американския филм „Рио 2“. По време на интервю певицата споделя, че най-хубавото на озвучаването е, че може да се върне отново в детството си. През юни Съни участва и във втория си мюзикъл „Singin' in the Rain“, базиран по филма със същото заглавие. Съни играе ролята на Кати Селдън, амбициозна актриса.
През 2014 – 2015 г., става участник в реалити шоуто „Roommate“. В шоуто участват група звезди, които живеят заедно и споделят къща и домашни задължения. По същото време Съни е гост на радиошоуто „FM Date“. В края на годината печели наградата на „MBC Entertainment Awards“ в категория „Rookie Radio DJ Award“. През август-октомври 2015 е съводещ на реалити шоуто „Serial Shopping Family“.
През март 2016 г. Съни е съдия в шоуто Vocal War: God's Voice. Целта на шоуто е да направи вокална битка между певци ветерани и певци аматьори. От юни 2016 г. е съводещ на шоуто „Чонхаджангса“, което цели съживяването на традиционните пазари.

## Дискография

### Сингли
| Заглавие на песен                  | Година | Допълнителна информация |
| ---------------------------------- | ------ | --- |
| „Touch the Sky“                    | 2007   | Заедно с Тейон, Джесика, Тифани и Сохьон; към сериала „Thirty Thousand Miles in Search of My Son“ („На трийсет хиляди мили в търсене на сина ми“) |
| „You Don't Know About Love“        | 2008   | самостоятелно |
| „The Little Boat“                  | 2008   | Тейон, Джесика, Тифани и Сохьон към сериала „Хонг Гил Донг“                                                                                       |
| „Haptic Motion“                    | 2008   | Тейон, Джесика и Сохьон |
| „Finally Now“                      | 2009   | към филма „Story of Wine“; самостоятелно |
| „It's Love“                        | 2009   | заедно с Тейон; към сериала „Heading to the Ground“ („Към земята“)                                                                                |
| „Motion“                           | 2009   | Заедно с Тейон, Джесика, Тифани и Сохьон; към сериала „Heading to the Ground“                                                                     |
| „S.E.O.U.L“                        | 2009   | Заедно с Тейон, Джесика, Сохьон, Кюхьон, Сънгмин, Рьоук, Донгхе и Итък от Супер Джуниър                                                           |
| „I Can't Bear Anymore“ (Bear Song) | 2009   | Заедно с Тейон, Джесика и Сохьон |
| „Your Doll“                        | 2010   | към сериала „Oh! My Lady“; самостоятелно |
| „Cabi Song“                        | 2010   | Заедно с Тейон, Тифани, Сохьон, Юри, Чангсънг, Джунсу и Текьон (2PM)                                                                              |
| „Cooky“                            | 2010   | Заедно с Тейон, Тифани, Сохьон и Джесика |
| „Haechi Song“                      | 2010   | Заедно с Тейон, Тифани, Сохьон и Джесика; към анимето „Приятелят ми Хечи“                                                                         |
| „I Love You, I Love You“           | 2012   | дует с Мирьо |
| „It's Me“                          | 2012   | дует с Луна (f(x)); към сериала „To The Beautiful You“                                                                                            |
| „The 2nd Drawer“                   | 2013   | самостоятелно; към сериала „The Queen's Classroom“                                                                                                |
| „You Are A Miracle“                | 2013   | към „SBS Gayo Daejun: Friendship Project“ |
| „Cheap Creeper“                    | 2014   | Заедно с Тейон, Джесика, Тифани и Сохьон; към филма „Make Your Move“ („Раздвижи се“)                                                              |
| „First Kiss“                       | 2014   | самостоятелно; към „Hwang Sung Je Project Super Hero“                                                                                             |
| „Heart Throbbing“                  | 2015   | заедно с групата Rooftop House Studio |
| „Sound of Your Heart“              | 2016   | заедно със Стийв Баракат, Йесънг (Супер Джуниър), Луна (F(x)), Сълги и Уенди (Red Velvet) и Теил и Дойонг (NCT)                                   |

## Филмография
| Година | Заглавие                                             | Роля                         |
| ------ | ---------------------------------------------------- | ---------------------------- |
| 2012   | „The Outback“                                        | Миранда (дублаж на корейски) |
| 2012   | „I AM“ (биографичен филм за Ес Ем Таун)              | себе си                      |
| 2014   | Рио 2                                                | Джуъл (дублаж на корейски)   |
| 2015   | „SMTown The Stage“ (документален филм за Ес Ем Таун) | себе си                      |

| Година | Заглавие                     | Роля  |
| ------ | ---------------------------- | ----- |
| 2008   | „Unstoppable Marriage“       | камео |
| 2009   | „Tae-hee, Hye-kyo, Ji-hyun!“ | камео |
| 2011   | Sazae-san: Special 3         | камео |

| Година      | Заглавие                 | Допълнителна информация                                    |
| ----------- | ------------------------ | ---------------------------------------------------------- |
| 2009 – 2010 | „The M“                  | съводещ заедно с Ким Хьон-джун от SS501 и Им Селонг от 2AM |
| 2009 – 2010 | „Invincible Youth“       | заедно с Юри; епизоди 1 – 32, 37, 38, 51                   |
| 2011 – 2012 | „Invincible Youth 2“     | част от участниците, заедно с Хюйон; епизоди от 1 до 31    |
| 2012        | „Music Island“           | водещ                                                      |
| 2012        | „1 vs 100“               | участник                                                   |
| 2013        | „Real Men“               | наратор заедно със Сохьон                                  |
| 2013        | „Grandpa Over Flowers 2“ | гост съдия                                                 |
| 2014 – 2015 | „Roommate“               | участник в сезон 2                                         |
| 2015        | „Serial Shopping Family“ | водещ                                                      |
| 2016        | „Vocal War: God's Voice“ | гост-съдия                                                 |
| 2016        | „Cheonhajangsa“          | съводещ                                                    |

| Година      | Заглавие                             | Роля          |
| ----------- | ------------------------------------ | ------------- |
| 2012 – 2013 | „Catch Me If You Can“                | Бренда Стронг |
| 2014        | „Singin' in the Rain“                | Кати Селдън   |
| 2016 – 2017 | „Cafe-in ~Mr Sommelier Miss Barista“ |               |

| Година      | Заглавие             | Допълнителна информация                   |
| ----------- | -------------------- | ----------------------------------------- |
| 2008        | „Melon Chunji Radio“ | водещ заедно със Сънгмин от Супер Джуниър |
| 2014 – 2015 | „Sunny's FM Date“    | водещ                                     |

## Награди
| Година | Награда                                        | Работа                | Резултат   |
| ------ | ---------------------------------------------- | --------------------- | ---------- |
| 2010   | Mnet 20's Choice Awards: Най-гореща звезда     |                       | номинирана |
| 2012   | The 6th Musical Awards: Най-добра нова актриса | „Catch Me If You Can“ | номинирана |
| 2013   | The 19th Korean Musical Awards                 | „Catch Me If You Can“ | номинирана |
| 2014   | MBC Entertainment Awards: Най-добър нов DJ     | „Sunny's FM Date“     | спечелена  |